# 소득 불평등 지표
소득 불평등 지표 또는 소득 분배 지표는 사회과학자들이 특정 국가나 전 세계와 같이 특정 경제 참여자들 사이의 소득 분포 와 경제적 불평등을 측정하는 데 사용된다. 소득 불평등이 어떻게 발생하는지 설명하려는 이론은 다양하지만, 소득 불평등 측정 기준은 단순히 소득 분포를 파악하는 데 사용되는 측정 시스템을 제공할 뿐이다. 불평등의 개념은 빈곤 및 공정성과는 다르다
소득 분배는 언제나 경제 이론과 경제 정책의 핵심 관심사였다. 애덤 스미스, 토머스 맬서스, 데이비드 리카도와 같은 고전 경제학자들은 주로 요소 소득 분배, 즉 주요 생산 요소인 토지, 노동, 자본 간의 소득 분배에 관심을 가졌다. 부의 불평등은 종종 부의 분배와 관련이 있지만별도의 요소가 부의 불평등에 영향을 미친다.
현대 경제학자들 역시 이 문제를 다루었지만, 개인과 가계 간 소득 분배에 더 관심을 가졌다. 중요한 이론적, 정책적 관심사로는 소득 불평등과 경제 성장 간의 관계가 있다. 경제적 불평등에 관한 문서에서는 소득 분배 문제의 사회적, 정책적 측면을 논의한다.

## 소득 정의
아래에 설명된 모든 지표는 다양한 자원의 분배 불평등을 평가하는 데 적용할 수 있다. 이 부분에서는 자원으로서의 소득에 초점을 맞춘다. "소득"에는 다양한 형태가 있으므로 조사 대상 소득의 종류를 명확하게 설명해야 한다.
소득의 한 형태는 개인이 받는 상품과 서비스의 총액이므로 반드시 돈이나 현금이 포함되는 것은 아니다. 우간다의 자급자족 농부가 곡물을 직접 재배하면 이는 소득으로 간주된다. 공공 보건이나 교육과 같은 서비스도 여기에 포함된다. 종종 지출이나 소비(경제적 의미에서는 동일)는 소득을 측정하는 데 사용된다. 세계은행에서는 소득을 측정하기 위해 소위 '생활수준 측정조사'를 이용한다. 여기에는 200개 이상의 질문이 담긴 설문지가 포함된다. 대부분의 개발도상국에서 조사가 완료되었다.
국가 내 소득 불평등 분석에 적용될 때, "소득"은 종종 개인 또는 가구당 과세 소득을 의미한다. 여기서 소득 불평등 측정은 과세 전후의 소득 분포를 비교하여 누진세율의 효과를 측정하는 데 사용될 수도 있다.

## 불평등 지표의 특성
이산적인 경우, 경제적 불평등 지수는 함수 I(x)로 표현될 수 있다. 여기서 x는 n개의 경제적 가치(예: 부 또는 소득) x={x1,x2,...,xn}이고 xi는 "경제 주체" i와 관련된 경제적 가치다.
경제학 문헌에서 불평등을 측정할 때, 일반적으로 충족해야 하는 네 가지 속성이 제시된다:
- 익명성 또는 대칭성
이 가정은 불평등 지표가 경제에서 개인의 "라벨링"에 의존하지 않으며 중요한 것은 소득 분배뿐이라고 말한다. 예를 들어, 스미스 씨와 존스 부인이라는 두 사람으로 구성된 경제에서 한 사람이 소득의 60%를 소유하고 다른 사람이 40%를 소유하는 경우, 불평등 지표는 스미스 씨나 존스 부인 중 누가 40%를 소유하든 동일해야 한다. 이 속성은 불평등 개념을 공정성 개념과 구별하는데, 공정성 개념에서는 특정 수준의 소득을 누가 소유하고 어떻게 획득했는지가 핵심적으로 중요하다. 불평등 지표는 소득이 어떻게 분배되는지에 대한 진술일 뿐, 경제에서 특정 사람들이 누구인지 또는 그들이 "받을 만한" 소득의 종류에 대한 진술은 아니다.
이것은 일반적으로 수학적으로 다음과 같이 표현된다:
{\displaystyle I(P(x))=I(x)}여기서 P(x)는 x의 임의의 순열이다.
- 규모 독립성 또는 동질성
이 속성은 부유한 경제가 건설에 의해 자동으로 더 불평등한 것으로 간주되어서는 안 된다고 말한다. 즉, 경제 내 모든 사람의 소득이 두 배(또는 양의 상수를 곱한 값)로 증가하면 전체 불평등 지표는 변하지 않아야 한다. 물론 같은 현상이 가난한 경제에도 적용된다. 불평등 소득 지표는 총 소득 수준과 독립적이어야 한다. 이것은 다음과 같이 말할 수 있다:
{\displaystyle I(\alpha x)=I(x)}
여기서 α는 양의 실수이다.
- 인구 독립
마찬가지로 소득 불평등 지표는 경제의 인구가 많은지 적은지에 따라 달라져서는 안 된다. 인구가 적은 경제는 인구가 많은 큰 경제보다 더 평등하다고 자동으로 판단해서는 안된다. 즉, 지표는 인구 수준과 독립적이어야 한다. 이것은 일반적으로 이렇게 작성된다:
{\displaystyle I(x\sqcup x)=I(x)}
여기서 {\displaystyle x\sqcup x}는 x와 자신의 복사본의 합집합이다.
- 전달 원리
피구-달톤 원리 또는 전달 원리는 불평등 지표를 실제로 불평등의 척도로 삼는 가정이다. 약한 형태에서는 소득 순위의 순서를 유지하면서 일부 소득이 부유한 사람에서 가난한 사람으로 이전되면 측정된 불평등이 증가해서는 안 된다고 말한다. 강한 형태에서는 측정된 불평등 수준이 감소해야 한다.

기타 유용하지만 필수는 아닌 속성은 다음과 같다:
- 비부정성
지수 I(x)는 0보다 크거나 같다.
- 평등주의 제로(0)
평등주의의 경우 모든 값 xi가 같을 때 지수 I(x)는 0다.
- 최대 부등식으로 제한됨
지수 I(x)는 최대 부등식에 대해 최대값을 얻는다. (하나를 제외한 모든 xi는 0이다) 이 값은 일반적으로 에이전트 n의 수가 무한대에 가까워질수록 단위가 된다.
- 부분집합 분해성[2]
이 속성은 에이전트 집합 x를 두 개의 서로 다른 부분 집합(y와 z)으로 나누면 I(x)를 다음과 같이 표현할 수 있음을 나타낸다:
{\displaystyle I(y\cup z)=w_{y}(y,z)I(y)+w_{z}(y,z)I(z)+w_{\mu }(y,z)I({\mu _{y},\mu _{z}})}
여기서 μ(x)와 μ(y)는 x와 y의 평균 소득이다.
{\displaystyle \mu _{x}={\frac {1}{n}}\sum _{1}^{n}x_{i}}
그리고 w 함수는 집합 y와 z의 스칼라 가중 함수다. 더 강력한 표현으로, wy = μy / μx와 wz = μz / μx이다.

## 일반적인 소득 불평등 지표

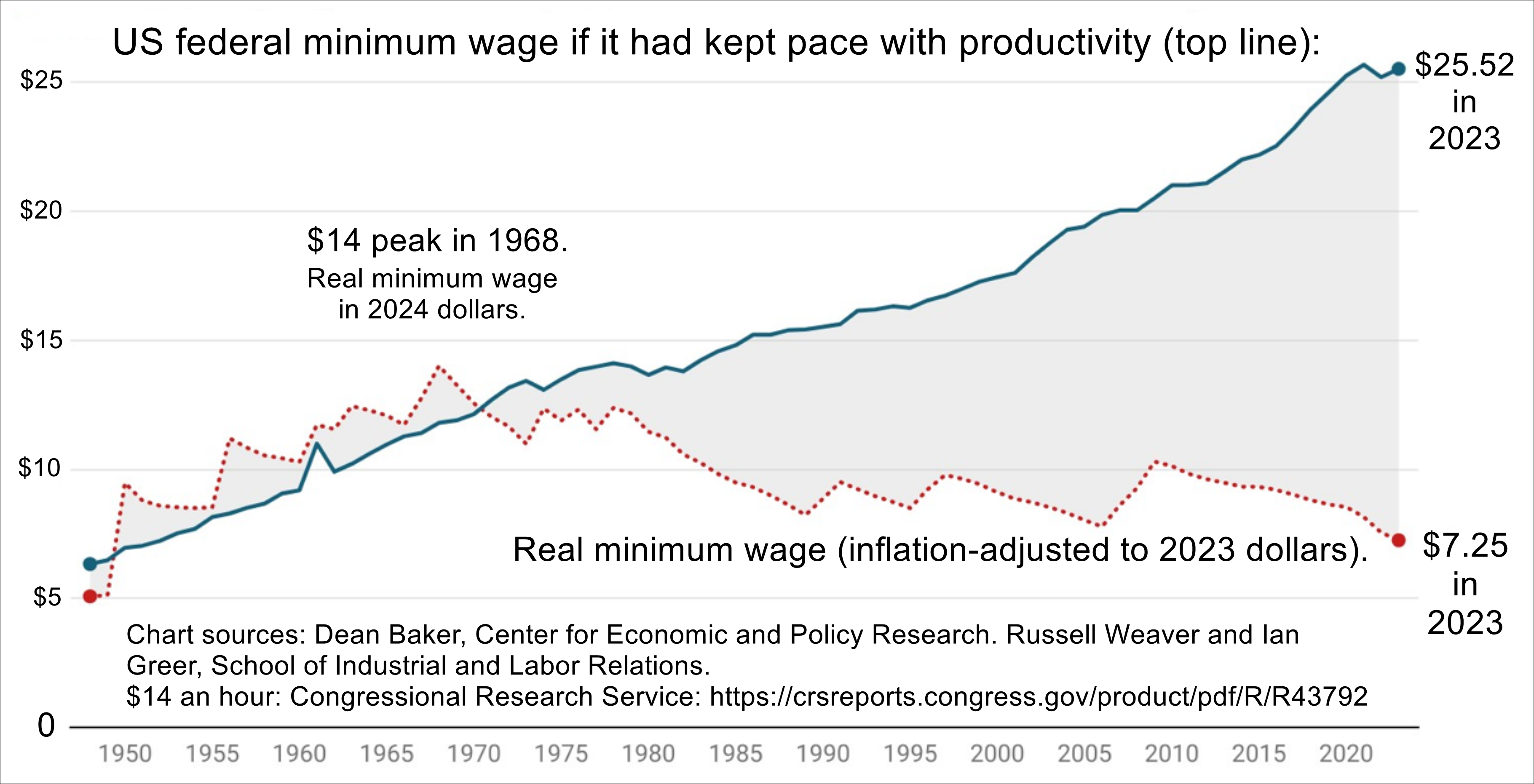
생산성과 보조를 맞췄을때의 미국 연방 최저임금. 또한 실질 최저임금도 마찬가지다.

불평등을 측정하는 데 가장 일반적으로 사용되는 지표 중 하나는 지니 지수(지니 계수라고도 한다), 테일 지수, 후버 지수이다. 위에서 설명한 네 가지 속성을 모두 가지고 있다.
경험적 관점에서 바람직할 수 있는 불평등 지표의 추가 속성은 '분해성'이다. 즉, 특정 경제를 하위 지역으로 나누고 각 하위 지역에 대해 불평등 지표를 별도로 계산하면 경제 전체의 불평등 측정값은 지역 불평등의 가중 평균에 해당 지역 평균의 불평등에 비례하는 항을 더한 값이어야 한다는 것이다. (약한 형태에서는 반드시 선형적이지는 않지만 하위 지역 불평등의 명시적인 함수여야 함을 의미한다) 위의 지수 중 타일 지수만 이러한 속성을 가지고 있다.
이러한 소득 불평등 지표는 전체 소득 분포를 단일 지수로 집계하려는 요약 통계이기 때문에 측정된 불평등에 대한 정보가 줄어든다. 물론 이러한 정보 감소는 복잡성을 줄이기 때문에 불평등 측정값을 계산하는 것이 목표다.
소득 분포를 총 소득의 비율로 설명하면 복잡성이 약해질 수 있다. 조사 대상 사회는 단일 지표를 나타내기보다는 5분위(또는 기타 인구 비율)와 같은 세그먼트로 나뉜다. 일반적으로 각 세그먼트에는 동일한 소득자 비율이 포함된다. 소득 분포가 불균등한 경우 각 세그먼트에서 사용할 수 있는 소득 비율이 다르다.
많은 경우 위에서 언급한 불평등 지수는 세그먼트 내 불평등을 평가하지 않고 이러한 세그먼트 데이터에서 계산된다. 세그먼트 수가 많을수록(예: 5분위가 아닌 10분위) 측정된 분포 불평등이 실제 불평등에 가까워진다. (섹션 내 불평등이 알려진 경우, 총 불평등은 "분해 가능한" 특성을 가진 불평등 지표에 의해 결정될 수 있다.)
불평등의 5분위 측정치는 관련 5분위를 벗어난 소득 분포의 변화가 이 측정치에 의해 포착되지 않기 때문에 약한 형태로만 전이 원칙을 충족한다. 매우 부유한 사람들과 매우 가난한 사람들 사이의 소득 분포만이 중요하지만, 중간의 불평등은 아무런 역할을 하지 않는다.
세 가지 불평등 측정에 대한 자세한 내용은 해당 위키백과 문서에 설명되어 있다. 다음 하위 섹션에서는 이를 간략하게 설명한다.

### 지니 계수

국가별 1인당 GDP PPP 대 지니 지수

지니 계수는 인구에서 자원이 얼마나 공평하게 분배되는지를 측정하는 요약 통계로, 소득이 주요 예시이다. 지니 계수의 독립적인 표현 외에도 이 요약 통계를 해석하는 두 가지 방법을 제시한다: 첫째, 평균 달러를 버는 사람의 백분위 수준으로, 둘째, 무작위로 선택된 두 소득 중 낮은 소득자가 평균 소득과 비교하는 방식으로 말이다.
지니(Gini)는 모든 소득 순서 인구 백분위수에 걸쳐 각 인구 백분위수까지의 누적 소득의 부족분을 동일한 비율에서 합산한 값으로, 그 합계 부족분을 가능한 한 큰 값으로 나누어 완전한 불평등을 의미한다.
지니 계수의 범위는 0에서 1(0%와 100%) 사이이며, 여기서 0은 완전 평등을 나타내고 1(100%)은 최대 불평등을 나타낸다.
지니 계수는 가장 자주 사용되는 불평등 지수이다. 인기 있는 이유는 로렌츠 곡선 다이어그램에서 지니 계수를 두 영역의 비율로 계산하는 방법을 쉽게 이해할 수 있기 때문이다. 이 측정값은 소득의 전반적인 분산을 포착하려고 하지만, 분포의 하단, 중간 및 상단에 서로 다른 수준의 중요성을 두는 경향이 있다. 단점으로 지니 계수는 다이어그램의 속성에 숫자만 매핑할 뿐 다이어그램 자체는 분포 과정의 어떤 모델에도 기반하지 않는다. 지니 계수의 "의미"는 경험적으로만 이해할 수 있다. 또한 지니 계수는 분포에서 불평등이 발생하는 위치를 포착하지 못한다. 그 결과 매우 다른 두 개의 소득 분포가 동일한 지니 계수를 가질 수 있다.

### 20:20 비율

1인당 GDP PPP 대 국가별 20:20 비율

20:20 또는 20/20 비율은 상위 20%의 인구가 하위 20%의 인구보다 얼마나 부유한지를 비교한다. 이는 상위와 하위의 이상치 통계에 미치는 영향을 줄이고 중위 60%가 현장에서 명백한 불평등을 통계적으로 가리는 것을 방지하기 때문에 인구의 불평등이 실제로 미치는 영향을 더 잘 드러낼 수 있다. 이 측정값은 유엔 개발 계획 인간 개발 지표에 사용된다. 예를 들어, 20:20 비율은 일본과 스웨덴의 평등 격차가 낮다는 것을 보여준다. 이 비율은 부유한 20%가 가장 가난한 20%의 4배에 불과한 반면, 영국에서는 7배, 미국에서는 8배에 불과하다. 일부 사람들은 20:20 비율이 아동 복지 지수, 건강 및 사회 문제 지수, 감옥에 있는 인구, 신체 건강, 정신 건강 등 인간 발달 및 사회 안정성 측정과 잘 연관되어 있기 때문에 더 유용한 측정 방법이라고 믿는다.

### 팔마 비율

각국의 1인당 GDP PPP 대 팔마 비율

팔마 비율은 국민 총소득에서 가장 부유한 10%의 비율을 가장 가난한 40%의 비율로 나눈 값으로 정의된다. 칠레 경제학자 가브리엘 팔마의 연구에 따르면 중산층 소득은 거의 항상 총소득의 약 절반을 차지하고 나머지 절반은 가장 부유한 10%와 가장 가난한 40%로 나뉘지만, 이 두 그룹의 비율은 국가마다 상당히 다르다.
팔마 비율은 분포 중간의 변화에 대한 지니 계수의 과도한 민감성과 상위와 하위의 변화에 대한 둔감성을 다루며, 따라서 소득 불평등이 사회 전체에 미치는 경제적 영향을 보다 정확하게 반영한다. 팔마는 분배 정치가 주로 빈부 간의 투쟁과 중산층의 편에 서는 것과 관련이 있다고 제안했다.
소득 팔마 비율에서 파생되어 상위 10% 배출국의 총 배출량과 하위 40% 배출국의 총 배출량 비율로 설명되는 탄소 팔마 비율은 개인 간 탄소 배출량의 분배 불평등을 국제 사회와 일반 대중에게 알리기 위한 새로운 지표로 제안되었다. 이 비율은 개인별 배출량과 소득 간의 탄력적인 관계를 사용하여 국가 내 및 국가 간 모두에서 계산된다. 결과에 따르면 대부분의 개발도상국에서 탄소 팔마 비율은 일반적으로 높으며, 이는 지역 및 소득 불평등을 조정하고 주로 배출량과 소득 형평성을 동시에 높이기 위해 고배출국의 감축을 장려하는 데 더 집중해야 함을 시사한다. 선진국의 탄소 팔마 비율은 상대적으로 낮지만, 온난화에 대한 역사적 의무가 크다는 것은 국가별 감축 기여도를 체계적으로 높이기 위해 모든 국민의 배출량을 크게 줄인다는 것을 의미한다. 전 세계적으로 볼 때 현재 탄소 팔마 비율은 어느 국가보다 눈에 띄게 높으며, 이는 개인별 배출량을 영토 경계 밖에서 고려할 때 매우 심각한 불평등을 나타낸다.

### 후버 지수
후버 지수는 계산하기 가장 간단한 불평등 척도이다: 완전한 평등 상태를 달성하기 위해 재분배해야 하는 모든 소득의 비율이다.
완벽하게 평등한 세상에서는 동등한 분배를 달성하기 위해 자원을 재분배할 필요가 없다: 후버 지수는 0이다. 모든 소득이 한 가족에 의해 받는 세상에서는 평등을 달성하기 위해 그 소득의 거의 100%를 재분배(즉, 다른 가족에게 가져가서 주는 것)해야 한다. 후버 지수는 0에서 1(0%와 100%) 사이이며, 여기서 0은 완벽한 평등을 나타내고 1(100%)은 최대 불평등을 나타낸다.

### 갈트 점수
갈트 점수는 회사의 CEO 급여와 해당 회사의 중간 직원 급여의 단순 비율이다. 중간 직원보다 CEO에게 몇 배나 많은 급여를 지급하는 회사는 갈트 점수가 높다.
아인 랜드의 소설 '아틀라스: 지구 떠받치기를 거부한 신 '(1957)에 등장하는 가상의 인물 존 갤트의 이름을 따서 명명되었다.
점수는 CEO의 총 보수를 사용하여 계산되며, 여기에는 급여, 보너스, 주식 보상 및 직원 스톡옵션의 가치, 그리고 비형평 인센티브 플랜 보상과 자격이 없는 이연 보상이 포함된다.

### 변동 계수
소득 불평등의 척도로 사용되는 변동 계수(CV)는 소득의 표준 편차(소득 분산의 제곱근)를 소득 평균으로 나누어 수행된다. 따라서 표준 편차가 작은 국가일수록 변동 계수가 낮아져 소득 분포가 더 평등해진다.
수학적으로 다루기 쉽고 제곱이 부분군 분해가 가능하다는 장점이 있지만 위에서 제한되지는 않는다. 이 간단한 측정 방식은 두 가지 상당한 한계로 인해 일반적으로 사용되지 않는다. 첫 번째 측정 방식은 지니 계수와 달리 CV가 없고 상한선이 없기 때문에 해석과 비교에 어려움을 초래하기 때문일 수 있다. 둘째, 평균과 표준 편차는 비정상적인 경계선 값의 영향을 크게 받을 수 있기 때문에 비정상적인 데이터 분포의 경우 이 계수는 소득 불평등 측정의 적절한 선택이 아닐 수 있다.
실제로 CV는 지니 계수에 비해 저울의 오른쪽 꼬리에 더 높은 가중치를 부여하여 부자들에게 민감하다. 연구의 목표가 분포 상단의 부의 집중도를 분석하는 것이라면 변동 계수가 적절한 측정 옵션이 될 수 있다.

### 소득의 자연로그 분산
로그 소득의 분산은 로그 소득 분포에 적용되는 분산으로 설명된다. 이 척도 불변의 상대적 불평등 척도는 왼쪽 꼬리에 민감하므로 저소득층(빈곤층)의 빈곤 수준을 연구할 때 사용하는 것이 이상적이다.

### 임금 점유율
임금 점유율은 직원 보상과 GDP의 비율이다. 즉, 직원의 총 소득을 국민 소득으로 나눈 값다.

### 센 빈곤 대책
센 빈곤 측정은 빈곤선 이하에 사는 사람들의 지니 계수와 빈곤선 이하에 사는 사람들의 평균 소득을 결합한 것이다. 이 지표는 노벨상 수상자 아마르티아 센이 개발했지만 소득 불평등 가설 분야에서는 아직 사용되지 않았다. 열정적으로 받아들여지고 있지만, 센 빈곤 지수는 전이 공리를 충족하지 못하거나 분해 가능하지 않거나 하위 그룹이 일관되지 않는 등 여러 가지 이상적인 조건을 충족하지 못한다.

### 타일 지수
아래 섹션에서 설명하는 바와 같이, Theil-L은 최대 엔트로피(완전한 평등으로 달성됨)에 대해 측정된 1인당 소득 분포의 비엔트로피이다. (다른 해석으로, Theil-L은 모든 소득에 대해 비율의 기하평균을 자연 로그로 나타낸 것이다: (평균 소득)/(소득 i). 관련된 Atkinson(1)은 소득 분포에 대해 (소득 i)/(평균 소득)의 기하평균을 뺀 값이다.)
더 큰 소득과 더 작은 소득 간의 이전이 더 큰 소득의 비율을 변화시키는 것보다 더 작은 소득의 비율을 변화시키기 때문에, 이 지수에 의해 이전 원리가 충족된다.
타일 지수가 0이면 완전 평등을 나타낸다. 테일 지수가 1이면 조사 중인 시스템의 분포 엔트로피가 82:18의 분포를 가진 시스템과 거의 유사하다는 것을 나타낸다. 이것은 "80:20 파레토 법칙"이 적용되는 시스템의 불평등보다 약간 더 불평등하다. 타일 지수는 0에서 1(0%와 100%) 사이의 범위를 가진 앳킨슨 지수로 변환할 수 있다. 여기서 0은 완전 평등을 나타내고 1(100%)은 최대 불평등을 나타낸다. (변환에 대한 일반화된 엔트로피 지수를 참조하시오.)
타일 지수는 엔트로피 측정치이다. 모든 자원 분포와 정보 이론을 참조할 때, "최대 엔트로피"는 소득자가 자원으로 구분할 수 없을 때, 즉 완전한 평등이 있을 때 발생한다. 실제 사회에서는 사람들을 서로 다른 자원으로 구분할 수 있으며, 자원은 소득이다. 사람들이 더 "구별 가능"할수록 소득자와 소득자로 구성된 시스템의 "실제 엔트로피"는 낮아진다. 또한 정보 이론에 따르면 이 두 엔트로피 사이의 격차를 "중복성"이라고 할 수 있다. 그것은 음의 엔트로피처럼 행동한다.
타일 지수에는 "타일 엔트로피"라는 용어도 사용되었다. 이로 인해 혼란이 발생했다. 예를 들어, 아마르티아 센은 테일 지수에 대해 "열역학의 맥락에서 파멸과 엔트로피의 연관성을 고려할 때 엔트로피가 좋은 것으로 익숙해지는 데 시간이 좀 걸릴 수 있다"고 언급했다. 타일 지수가 증가한다고 해서 엔트로피가 증가하는 것이 아니라 중복도가 증가한다는 것(엔트로피가 감소한다는 것)을 의미한다는 점을 이해하는 것이 중요하다.
높은 불평등은 높은 테일 중복성을 초래한다. 높은 중복성은 낮은 엔트로피를 의미한다. 그러나 이것이 반드시 매우 높은 불평등이 "좋다"는 것을 의미하지는 않는다. 왜냐하면 매우 낮은 엔트로피는 폭발적인 보상 과정으로 이어질 수 있기 때문이다. 타일 지수를 사용하는 것도 반드시 매우 낮은 불평등(낮은 중복성, 높은 엔트로피)이 "좋다"는 것을 의미하지는 않는다. 왜냐하면 높은 엔트로피는 느리고 약하며 비효율적인 자원 할당 과정과 관련이 있기 때문이다.
타일 지수에는 세 가지 변형이 있다. 소득 분포에 적용할 때 첫 번째 타일 지수(Theil-L)는 소득자에게 소득이 분배되는 방식과 관련이 있는 반면, 두 번째 타일 지수(Theil-T)는 소득자가 소득에 분배되는 방식과 관련이 있다.
세 번째 "대칭화된" 타일 지수(Thile-S)는 이전 두 지수의 산술 평균이다. 세 번째 타일 지수의 공식은 관련 기사에서 설명한 것처럼 후버 지수와 약간의 유사성을 가지고 있다. 후버 지수의 경우와 마찬가지로 소득을 소득자와 교환해도 대칭화된 타일 지수는 변하지 않는다. 분포 데이터에서 직접 스프레드시트 계산을 통해 세 번째 타일 지수를 생성하는 방법은 다음과 같다.
타일 지수의 중요한 특성 중 하나는 그룹 간 구성 요소와 그룹 내 구성 요소로 분해할 수 있다는 점이다. 예를 들어, 전체 소득 불평등의 타일 지수는 불평등의 지역 간 구성 요소 내에서 분해될 수 있으며, 지역 간 구성 요소에 귀속되는 상대적 점유율은 소득 불평등의 공간적 차원의 상대적 중요성을 시사한다.

#### 타일 지수와 후버 지수 비교

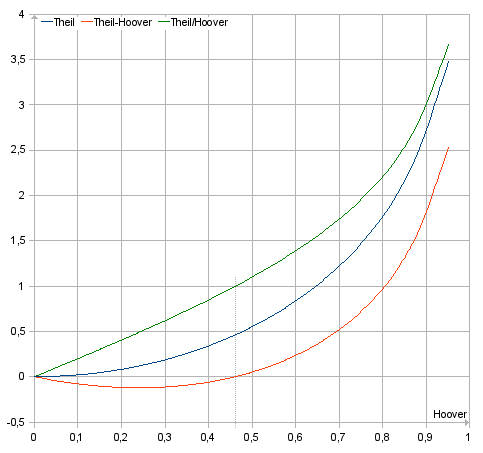
사회를 위한 타일 지수 𝑇와 후버 지수 𝐻 사이의 관계를 설명("a-프랙틸"). 여기서 후버 지수와 타일은 약 0.46의 값으로 동일하다. 빨간색 곡선은 후버 지수의 함수로서 타일 지수와 후버 지수의 차이를 보여준다. 녹색 곡선은 후버 지수의 함수로서 타일 지수를 후버 지수로 나눈 값을 보여준다.

타일 지수는 소득이 확률적 과정을 통해 소득자에게 할당되는 시스템의 분배 중복성을 나타낸다. 이에 비해 후버 지수는 사회의 소득 비율의 최소 크기를 나타내며, 이는 최대 엔트로피에 도달하기 위해 재분배되어야 한다. 최소 크기를 초과하지 않으려면 완벽하게 계획된 재분배가 필요하다. 따라서 후버 지수는 "확률적" 테일 지수에 대응하는 "비확률적"이다.
타일 지수는 소득이 확률적 과정을 통해 소득자에게 할당되는 시스템의 분배 중복성을 나타낸다. 이에 비해 후버 지수는 사회의 소득 비율의 최소 크기를 나타내며, 이는 최대 엔트로피에 도달하기 위해 재분배되어야 한다. 최소 크기를 초과하지 않으려면 완벽하게 계획된 재분배가 필요하다. 따라서 후버 지수는 "확률적" 타일 지수에 대응하는 "비확률적"이다.
주어진 분포에 대해 타일 지수는 후버 지수보다 크거나 후버 지수보다 작을 수 있다:
- 높은 부등식의 경우, 타일 지수는 후버 지수보다 크다. 이는 닫힌 시스템에서 평형(최대 엔트로피)을 달성하기 위해 필요한 최소한의 자원만 재할당하는 계획적이고 최적화된 재할당 과정보다 더 많은 자원을 재할당해야 함을 의미한다. 개방형 시스템의 경우, 엔트로피의 수출(중복성의 수입)은 높은 부등식에 의해 구동되는 분포 역학을 유지할 수 있게 해준다.
- 낮은 불평등의 경우, 타일 지수는 후버 지수보다 작다. 여기서 균형에 도달하는 경로에서 자원의 계획적이고 최적화된 재배치는 확률적 재분배보다 재분배 역학에 더 기여할 것이다. 이는 또한 직관적으로 이해할 수 있다. 낮은 불평등은 자원 재분배에 대한 욕구를 약화시키기 때문이다. 이러한 시스템에 있는 사람들은 불평등을 증가시키는 것을 용인하거나 심지어 조장할 수도 있다. 이는 중복성(엔트로피의 감소)의 증가이므로, 중복성은 (엔트로피를) 사회로 가져와야 한다. 이 경우 사회는 개방된 시스템이어야 한다. 폐쇄된 시스템으로서 사회의 분배 범주에서 중복성을 증가시키기 위해서는 해당 경제 범주에서 운영되는 하위 시스템에서 다른 엔트로피 범주를 가진 하위 시스템으로 엔트로피를 내보내야 한다. 예를 들어, 사회적 엔트로피는 증가할 수 있다. 그러나 현실 세계에서는 사회가 개방된 시스템이지만, 사회와 그 사회의 환경 간의 인터페이스의 엔트로피 교환 능력에 의해 개방성이 제한된다. 자원 분포가 엔트로피적으로 참조 사회의 자원 분포와 유사한 사회의 경우, 73%의 자원이 인구의 27%에 속하며 그 반대의 경우도 마찬가지다.[Note 3] 후버 지수와 타일 지수가 동일한 지점은 후버 지수와 타일 지수의 경우 약 46%(0.46)의 값을 갖는다.

### 앳키슨 지수
앳킨슨 지수(앳킨슨 지수 또는 앳킨슨 불평등 지수라고도 함)는 분포의 어느 쪽 끝이 관찰된 불평등에 가장 크게 기여했는지를 결정하는 데 유용한 지표이다.
앳킨슨 ε 매개변수는 종종 "불평등 회피 매개변수"라고 불리는데, 이는 특정 일반화된 엔트로피 지수에 의해 측정된 소득 불평등에 대한 암묵적인 사회복지 손실의 민감도를 조절하기 때문이다. 앳킨슨 지수는 해당 사회복지 함수를 참조하여 정의되며, 평균 소득에 1을 곱한 후 앳킨슨 지수를 뺀 값이 복지 등가 소득으로 균등하게 분배된다.
이 지수는 가중치 소득에 계수 ε을 부과함으로써 규범적 척도로 전환할 수 있다. 소득 분포의 특정 부분 변화에 더 큰 가중치를 부여하기 위해 "불평등 회피" 수준인 ε을 적절히 선택할 수 있다. 앳킨슨 지수는 ε이 증가함에 따라 소득 분포의 하단 변화에 더 민감해진다. 반대로 불평등 회피 수준이 낮아질수록(즉, ε이 0에 가까워질수록) 앳킨슨 지수는 분포의 하단 변화에 덜 민감해진다. 앳킨슨 지수는 ε이 음수가 아니라는 일반적인 제한 때문에 상위 소득에 대해 높은 민감도를 가진 ε의 값이 없는 경우에 해당한다.

## 비율
또 다른 일반적인 지표 클래스는 두 다른 그룹의 소득 비율을 일반적으로 "더 높은 비율"로 보는 것이다. 이는 전체 분포가 아닌 소득 분포의 두 부분을 비교하는 것이다. 이 부분 간의 평등은 1:1에 해당하는 반면, 불평등한 부분일수록 비율이 커진다. 이러한 통계는 상대적이기 때문에 해석하고 전달하기 쉽지만(이 인구는 이 인구보다 두 배 더 많은 소득을 얻는다) 절대적인 척도에 해당하지 않기 때문에 불평등의 절대적인 척도를 제공하지는 않는다.

### 백분위수 비율

1967년부터 2003년까지 미국에서 10번째(빨간색), 20번째, 50번째, 80번째, 90번째, 95번째(회색) 백분위수에 대한 중위수 비율로 주어진 백분율의 소득(50번째 백분위수는 정의상 1:1이다)

여기 첫 번째 차트처럼 주어진 백분위수를 중앙값과 비교하는 것이 특히 일반적이다. 특정 백분위수별 분포를 요약한 7자리 요약을 비교하세요. 이러한 비율은 전체 인구의 불평등 수준을 나타내는 것은 아니지만 소득 분포의 형태를 측정하는 척도를 제공한다. 예를 들어, 첨부된 그래프에 따르면 1967-2003년 기간 동안 미국의 중위소득과 10분위, 20분위 소득 비율은 크게 변하지 않은 반면 중위소득과 80분위, 90분위, 95분위 소득 비율은 증가했다. 이는 이 기간 동안 미국의 지니 계수가 증가한 것이 저소득층의 손실(중앙값에 대한 손실)보다는 상위 소득자(중앙값에 대한)의 증가에 기인한다는 것을 반영한다.

1947년부터 2010년까지 주어진 백분위수의 소득을 2010달러로 환산한 값이다. 오른쪽 여백의 두 열은 1970-2010년 누적 성장률과 그 기간 동안의 연간 성장률이다. 수직 척도는 로그형이므로 일정한 백분위수 성장률은 직선으로 나타난다. 1947년부터 1970년까지 모든 백분위수는 본질적으로 동일한 비율로 성장했으며, 그 해의 다양한 백분위수에 대한 밝고 직선은 모두 동일한 기울기를 가지고 있다. 그 이후로 소득 분포의 백분위수가 다른 비율로 성장하는 등 상당한 차이가 있었다. 미국 중위 가족의 경우 이 격차는 연간 $39,000(하루 $100 조금 넘는)이다. 1947년부터 1970년까지 이 기간 동안의 경제 성장이 널리 공유되었다면 중위 가구 소득은 2010년보다 연간 $39,000 더 높았을 것이다. 이 도표는 미국 인구조사국과 미국 국세청의 데이터를 결합하여 만들어졌다.이 두 출처 사이에는 체계적인 차이가 있지만, 이 도표의 규모에 비해 차이는 작다.

### 소득의 분배

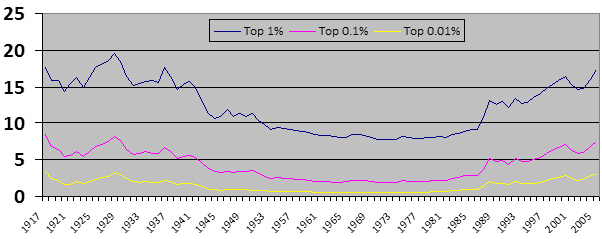
1917년부터 2005년까지 미국에서 상위 1%, 상위 0.1%, 상위 0.01%가 세전 가구 소득에서 받는 비중

관련된 비율의 범주는 "소득 점유율"로, 특정 인구 중 가장 부유하거나 가장 가난한 사람들이 받는 국민 소득의 비율이다.
인구를 제외한 로렌츠 곡선(지니 섹션에서 설명)은 인구의 하위 소득 x%의 누적 소득을 0에서 100까지 모든 x에 대해 그래프로 나타낸다. 그러나 데이터에 대해 언급할 때는 역으로 표현할 수 있으며, 가장 부유한 x%의 소득 비율을 보여준다.
로렌츠 곡선의 중요하고 명백한 속성은 국가 A가 국가 B에 비해 가장 가난한 1%의 누적 국민소득 비율이 더 높다는 것이다:
1. 두 나라의 로렌츠 곡선이 교차하지 않으면, 국가 A의 로렌츠 곡선은 국가 B의 로렌츠 곡선보다 모든 곳에서 더 높다. 이는 0에서 100까지의 모든 X에 대해 가장 가난한 X%의 인구가 국가 B보다 국가 A에서 더 큰 국민 소득 비율을 가지고 있음을 의미한다.
2. 두 나라의 로렌츠 곡선이 교차하면 교차점의 가난한 쪽에서 국가 A의 로렌츠 곡선이 더 높다는 것은 거의 확실하다. 이는 교차점까지의 가장 가난한 X% 인구에 대해 국가 A의 인구가 더 많은 국민 소득 비율을 차지한다는 것을 의미한다.

불평등이 해를 끼칠 때, 대부분의 불평등은 인구의 빈곤층에게 해를 끼친다. 주어진 소득 순서 백분위수에서 국민 소득 비율이 높을수록 동일 소득 비율(국민 평균 소득)이 더 높아진다.
따라서 가장 가난한 1%의 누적 국민 소득 비율이 더 높은 국가는 모든 백분위수 X에 대해 또는 (로렌츠 곡선이 교차하는 경우) 교차점의 가난한 쪽 백분위수에 대해 가장 가난한 X의 누적 동일 소득 비율이 더 높아진다.
위에서 언급한 바와 같이, 소득 점유율과 하위 인구 규모의 비율을 취하는 것은 평균 소득 대비 하위 인구 소득의 비율에 해당한다.
소득 분포는 일반적으로 양의 방향으로 치우쳐 있기 때문에 평균 대비 비율이 중앙값 대비 비율보다 낮다. 이는 특히 상위 10%, 1%, 0.1%, 0.01%, 그리고 상위 100명 이상의 소득자에게 발생하는 소득 비율을 측정하는 데 사용다. 미국 상위 400명의 소득자는 소득 집중도를 연구하기 위해 소득의 0.0002%(1,000,000명 중 2명)를 차지한다. 예를 들어, 오른쪽 차트에서 상위 소득자의 미국 소득 비율은 1950년대 중반부터 1980년대 중반까지 거의 일정했으며, 이후 1980년대 중반부터 2000년대까지 증가했다. 이러한 불평등 증가는 지니 계수에 반영되었다.
예를 들어, 2007년 미국 소득 상위 10분위(10%)는 전체 임금의 49.7%(평등 하에서는 4.97 ≈ 5배 비율)를 차지했고, 상위 0.01%의 미국 소득자는 전체 임금의 6%(평등 하에서는 600배 비율)를 차지했다.

## 접근

### 규범적 접근 방식
불평등 지수를 통한 규범적 해석은 불평등 지수와 사회 구성원의 소득(명목 또는 실질)에 정의된 사회적 평가 순서 사이에 관계가 있음을 의미한다. 소득은 일반적으로 성인 동등성 척도를 사용하여 가구가 아닌 개인에게 할당된다.
찰스 블랙코비, 월터 보서트, 데이비드 도널드슨은 "소득 불평등 측정: 규범적 접근"이라는 작품에서 규범적 접근에 대해 논의한 바 있다.

### 통계적 접근 방식
불평등에 대한 통계적 해석은 재정 데이터와 소득 불평등 척도로서 파레토 (1895) 모델의 매개변수 α를 기반으로 한다. 이 접근 방식은 지오반니 마리아 조르지의 작품 "소득 불평등 측정: 통계적 접근 방식"에서 추가로 논의된다.

## 스프레드시트 계산
지니 계수, 후버 지수, 테일 지수뿐만 아니라 관련 복지 함수도 스프레드시트에서 함께 계산할 수 있다. 복지 기능은 중위 소득의 대안으로 작용한다.
| 그룹        | 그룹별 구성원 | 그룹당 소득 | 개인당 소득 | 상대 편차          | 누적 소득    | 지니                    | 후버                  | 타일                 |
| ----------- | ------------- | ----------- | ----------- | ------------------ | ------------ | ----------------------- | --------------------- | -------------------- |
| 1           | A1            | E1          | Ē1 = E1/A1  | D1 = E1/ΣE - A1/ΣA | K1 = E1      | G1 = (2 * K1 - E1) * A1 | H1 = abs(D1)          | T1 = ln(Ē1) * D1     |
| 2           | A2            | E2          | Ē2 = E2/A2  | D2 = E2/ΣE - A2/ΣA | K2 = E2 + K1 | G2 = (2 * K2 - E2) * A2 | H2 = abs(D2)          | T2 = ln(Ē2) * D2     |
| 3           | A3            | E3          | Ē3 = E3/A3  | D3 = E3/ΣE - A3/ΣA | K3 = E3 + K2 | G3 = (2 * K3 - E3) * A3 | H3 = abs(D3)          | T3 = ln(Ē3) * D3     |
| 4           | A4            | E4          | Ē4 = E4/A4  | D4 = E4/ΣE - A4/ΣA | K4 = E4 + K3 | G4 = (2 * K4 - E4) * A4 | H4 = abs(D4)          | T4 = ln(Ē4) * D4     |
| 합계        | ΣA            | ΣE          | Ē = ΣE/ΣA   |                    |              | ΣG                      | ΣH                    | ΣT                   |
| 불평등 측정 |               |             |             |                    |              | Gini = 1 - ΣG/ΣA/ΣE     | Hoover = ΣH / 2       | Theil = ΣT / 2       |
| 복지 기능   |               |             |             |                    |              | WG = Ē * (1 - Gini)     | WH = Ē * (1 - Hoover) | WT = Ē * (1 - Theil) |

표에서 노란색 배경을 가진 필드가 데이터 입력에 사용된다. 이러한 데이터로부터 불평등 측정값과 관련 복지 함수가 계산되어 녹색 배경을 가진 필드에 표시된다.
여기에 주어진 예시에서 "타일 지수"는 해당 사회의 개인(또는 가구)에 대한 소득 분배를 위해 계산된 타일 지수와 해당 사회의 소득에 대한 개인(또는 가구)의 분포를 위해 계산된 타일 지수의 산술 평균을 나타낸다. 타일 지수와 후버 지수의 차이는 상대 편차 D의 가중치이다. 후버 지수의 경우 그룹당 상대 편차 D는 자체 부호로 가중치를 부여한다. 타일 지수의 경우 그룹당 상대 편차 D는 해당 그룹의 개인당 소득이 제공하는 정보 크기로 가중치를 부여한다.
계산을 위해 사회는 일반적으로 소득 그룹으로 나뉜다. 종종 각 그룹에는 비슷한 수의 개인으로 구성된 4~5개의 그룹이 있다. 다른 경우에는 소득 범위에 따라 그룹이 생성되어 서로 다른 그룹에 속한 개인의 수가 달라진다. 위의 표는 네 그룹에 대한 불평등 지수 계산을 보여준다. 각 그룹에 대해 그룹 A당 개인(또는 가구)의 수와 해당 그룹 E의 총 소득이 지정되어 있다.
지니 계수를 계산하려면 매개변수 쌍 A와 E를 정렬해야 한다. (타일 지수와 후버 지수의 경우 정렬이 필요하지 않다.) "개인당 소득" 열의 값이 오름차순으로 정렬되도록 A와 E를 정렬해야 한다.

## 적절한 사용법
1. 소득 지표를 사용할 때는 소득을 어떻게 정의해야 하는지 명확히 해야 한다. 여기에는 자본 이득, 주택 소유로 인한 귀속 주택 임대료, 그리고 증여가 포함되어야 할까? 만약 이러한 소득원이나 추정 소득원("귀속 임대료"의 경우)이 무시된다면, 이는 분석에 어떻게 편향될 수 있을까? 부모의 육아나 요리사를 고용하는 대신 자신의 요리를 하는 등의 비임금 업무는 어떻게 처리해야 할까? 부나 소비는 상황에 따라 더 적절한 조치가 될 수 있다. 더 넓은 삶의 질 지표가 유용할 수 있다.
2. 불평등 측정치를 비교하려면 비교된 그룹(사회 등)을 5분위로 세분화하는 것이 유사해야 한다.
3. 기본 측정 단위가 가구인지 개인인지 제대로 구분하라. 소득 풀링과 가족 내 이전으로 인해 가구의 지니 값은 항상 개인보다 낮다. 그리고 가구의 구성원 수는 다양하다. 측정 단위를 사용하느냐에 따라 지표는 위쪽 또는 아래쪽으로 영향을 받는다.
4. 생애 주기 효과를 고려하라. 대부분의 서구 사회에서는 개인이 소득이 거의 없거나 전혀 없는 상태에서 삶을 시작하여 약 50세까지 점진적으로 소득을 증가시킨 후, 그 이후에는 소득이 감소하여 결국 마이너스가 되는 경향이 있다. 이는 측정된 불평등에서 도출할 수 있는 결론에 영향을 미친다. (A.S. Blinder의 The Decomposition of Equity, MIT 프레스에 따르면) 측정된 소득 불평등의 30%가 개인이 삶의 다양한 단계를 거치면서 경험하는 불평등 때문이라고 추정되었다.
5. 실질 소득 분포를 사용해야 하는지 명목 소득 분포를 사용해야 하는지 명확히 하라. 인플레이션은 절대적인 지표에 어떤 영향을 미칠까? 일부 그룹(예: 연금 수급자)은 다른 그룹보다 인플레이션의 영향을 더 많이 느낄까?
6. 불평등 측정에서 결론을 도출할 때 정부 지출의 혜택을 어떻게 배분해야 하는지 고려하라. 사회 보장 안전망의 존재가 빈곤의 절대적인 측정 정의에 어떤 영향을 미칠까? 정부 프로그램이 일부 소득 계층을 다른 소득 계층보다 더 많이 지원할까?
7. 불평등 지표는 불평등을 측정한다. 소득 불평등의 가능한 원인을 측정하지 않는다. 몇 가지 주장되는 원인으로는 생애 주기 효과(연령), 유전적 특성(IQ, 재능), 모험 의지(위험 회피), 여가/산업 선택, 유전적 부, 경제 상황, 교육 및 훈련, 차별, 시장 불완전성 등이 있다.
8. 불평등 지표는 익명이다. 소득 이동성의 특정 효과를 무시하여 "누가 부자인가"와 "누가 가난한가"라는 정체성을 고려한다. 예를 들어, 특정 시점에 앨리스는 $10, 밥은 $2를 가질 수 있다. 어느 시점에서 밥은 $10, 앨리스는 $2를 가질 수 있다. 불평등 지수는 두 경우 모두 동일하고 다소 높다. 그러나 앨리스와 밥의 평균 보유 자산이 같기 때문에 평균의 불평등도는 0이 된다($6). 손이 바뀐 $8은 부의 이동성을 측정하는 척도이며, 평균 불평등은 일반적으로 평균의 불평등보다 높다.

이러한 점을 염두에 두면 불평등 측정값의 부적절한 사용으로 인한 문제를 이해하는 데 도움이 된다. 그러나 불평등 계수가 무효화되지는 않는다. 불평등 측정값이 잘 설명되고 일관된 방식으로 계산된다면 불평등을 정량적으로 비교하는 데 좋은 도구가 될 수 있다.

## 불평등, 성장 그리고 진보
최근 학술 연구 패널의 광범위한 증거에 따르면 소득 불평등과 성장률 및 투자율 사이에는 비선형 관계가 있다. 매우 높은 불평등은 성장을 늦추고, 중간 정도의 불평등은 성장을 촉진한다. 매우 낮은 불평등의 영향에 대해서는 연구마다 다르다.
하버드 대학교 로버트 J. 바로는 그의 연구 "국가 패널에서의 불평등과 성장"에서 불평등이 높을수록 가난한 나라의 성장이 지연되고 잘 발달된 지역의 성장을 촉진하는 경향이 있다는 것을 발견했다. 유엔 지속 가능한 개발 목표 10과 같은 주도권의 필요성을 강조하며 불평등을 줄이는 것을 목표로 한다. Pak Hung Mo에 따르면 소득 불평등은 GDP 성장률에 상당한 부정적인 영향을 미친다. 그들은 "소득 불평등과 경제 성장"이라는 연구에서 가장 중요한 것은 이전 경로이고 가장 덜 중요한 것은 인적 자본 경로라는 사실을 발견했다. 그러나 소득 불평등이 생산성 성장률에 미치는 직접적인 영향은 전체 총 효과의 55% 이상을 차지한다. 이는 소득 불평등이 경제 성장에 미치는 영향이 우리가 인식하거나 모델링한 것보다 훨씬 더 복잡하다는 것을 나타다.
세계 개발 경제 연구소를 위한 연구에서 지오반니 안드레아 코니아와 줄리어스 코트(2001)는 약간 다른 결론에 도달했다. 따라서 저자들은 부의 분배에 대해서도 절제를 추구하고 특히 극단적인 상황을 피하기 위해 노력할 것을 권장한다. 매우 높은 평등주의와 매우 높은 불평등은 모두 느린 성장을 초래한다. 경제적으로 잘 발달된 국가들의 불평등을 고려할 때, 공공 정책은 '효율적인 불평등 범위'를 목표로 삼아야 한다. 저자들은 이러한 효율 범위가 대략 지니 계수 값인 0.25(가장 불평등하지 않은 유럽 국가에 가까운 불평등)와 0.40(미국의 불평등 수준에 가까운 불평등) 사이에 있다고 주장한다.
"기회의 불평등, 소득 불평등, 경제 성장"이라는 연구에 따르면, 소득 불평등과 경제 성장 간의 관계는 세대 간 이동성으로 식별되는 기회의 평등 수준에 의해 매개된다. 최근 개발된 여러 국제적으로 비교 가능한 세대 간 이동성 측정치를 통해 세대 간 이동성이 감소함에 따라 소득 불평등이 성장에 미치는 부정적인 영향이 증가한다는 것을 확인했다. 이 연구 결과는 세대 간 이동성을 배제하면 잘못된 지정이 발생한다는 것을 의미하며, 이는 소득 불평등과 성장에 관한 실증 문헌이 그렇게 결론적이지 않은 이유를 설명한다.
또 다른 연구자는 완전 시장에서는 불평등이 성장에 영향을 미치지 않는다는 것을 보여주었다.
불평등 성장 곡선의 정확한 형태는 자원의 풍부함, 역사, 절대 빈곤 수준, 사회 프로그램의 가용 자원, 그리고 물리적 자본과 인적 자본의 분포에 따라 국가마다 분명히 다르다.

## 참고
- List of countries by income equality
- List of countries by wealth equality
- Income inequality in the United States
- Income deficit
- International inequality
- Kuznets curve
- Poverty threshold
- Socioeconomics
- Sustainable Development Goals
- "The rich get richer and the poor get poorer"
- Distributive justice – political ideal dedicated to greater income equality
- Diversity index
- Great Gatsby curve
- Human Development Index
- Suits index
- Gini index
- Lorenz curve
- The Elephant Curve

## 참고문헌
1. ↑  “Survey Unit – surveyunit”. 《Worldbank.org》. 2018년 9월 8일에 확인함.
2. ↑  “Basics and Completely Decomposable Groups”, 《Almost Completely Decomposable Groups》 (CRC Press), 2000년 3월 9일, 37–72쪽, doi:10.1201/9781482287486-8, ISBN 978-0-429-07843-9, 2021년 4월 30일에 확인함
3. ↑  “Figure 5.8. Gini coefficients of different measures of inter-provincial inequality”. doi:10.1787/778454437583. 2021년 4월 30일에 확인함.
4. ↑  “Notes on Statistical Sources and Methods – The Equality Trust”. 《Equalitytrust.org.uk》. 2014년 1월 16일에 원본 문서에서 보존된 문서. 2018년 9월 8일에 확인함.
5. ↑  Panel Data Econometrics: Theoretical Contributions And Empirical Applications edited by Badi Hani Baltag
6. ↑  “Radiography”. 《Br Med J》 2 (4157): 321. 1940년 9월 7일. doi:10.1136/bmj.2.4157.321-a. S2CID 214960331. 2018년 9월 8일에 확인함 – www.bmj.com 경유.
7. ↑  “Economic Inequality is Bad for Your Health”. 2013년 5월 25일에 원본 문서에서 보존된 문서. 2013년 5월 18일에 확인함.
8. ↑  “Imprisonment – The Equality Trust”. 《Equalitytrust.org.uk》. 2018년 9월 8일에 확인함.
9. ↑  “Physical Health – The Equality Trust”. 《Equalitytrust.org.uk》. 2018년 9월 8일에 확인함.
10. ↑  “Mental Health – The Equality Trust”. 《Equalitytrust.org.uk》. 2018년 9월 8일에 확인함.
11. ↑  “External Research – Page 2 – The Equality Trust”. 《Equalitytrust.org.uk》. 2018년 9월 8일에 확인함.
12. ↑  Alex Cobham; Andy Sumner (2013년 3월 15일). “Putting the Gini Back in the Bottle? 'The Palma' as a Policy-Relevant Measure of Inequality” (PDF). 《King's International Development Institute》. King's College London. 2013년 4월 23일에 원본 문서 (PDF)에서 보존된 문서. 2019년 1월 14일에 확인함.
13. 1 2  Palma, José Gabriel (January 2011). “Homogeneous middles vs. heterogeneous tails, and the end of the 'Inverted-U': the share of the rich is what it's all about” (PDF). 《Cambridge Working Papers in Economics (CWPE) 1111》. Cambridge University. 2013년 3월 19일에 확인함.
14. ↑  Atkinson, Anthony (1970). “On the Measurement of Inequality” (PDF). 《Journal of Economic Theory》 2 (3): 244–63. doi:10.1016/0022-0531(70)90039-6. 2022년 8월 16일에 원본 문서 (PDF)에서 보존된 문서. 2013년 3월 19일에 확인함.
15. ↑  Pan, Xunzhang; Wang, Hailin; Wang, Ziwei; Lin, Lu; Zhang, Qi; Zheng, Xinzhu; Chen, Wenying (December 2019). “Carbon Palma Ratio: A new indicator for measuring the distribution inequality of carbon emissions among individuals”. 《Journal of Cleaner Production》 241: 118418. doi:10.1016/j.jclepro.2019.118418. ISSN 0959-6526. S2CID 203452007.
16. 1 2  Trapeznikova, Ija (2019년 7월 17일). “Measuring income inequality”. 《IZA World of Labor》 (미국 영어). doi:10.15185/izawol.462.
17. ↑  Renaud, B.; Buda, M.; Lewis, B. D.; Pujol, J. F. (1975년 9월 15일). “Effects of 5,6-dihydroxytryptamine on tyrosine-hydroxylase activity in central catecholaminergic neurons of the rat”. 《Biochemical Pharmacology》 24 (18): 1739–1742. doi:10.1016/0006-2952(75)90018-0. ISSN 0006-2952. PMID 17.
18. ↑  Ris, M. M.; Deitrich, R. A.; Von Wartburg, J. P. (1975년 10월 15일). “Inhibition of aldehyde reductase isoenzymes in human and rat brain”. 《Biochemical Pharmacology》 24 (20): 1865–1869. doi:10.1016/0006-2952(75)90405-0. ISSN 0006-2952. PMID 18.
19. ↑  Foster, James E.; Ok, Efe A. (July 1999). “Lorenz Dominance and the Variance of Logarithms”. 《Econometrica》 67 (4): 901–907. doi:10.1111/1468-0262.00057. ISSN 0012-9682.
20. ↑  Fahnestock, S. R. (1975년 12월 2일). “Evidence of the involvement of a 50S ribosomal protein in several active sites”. 《Biochemistry》 14 (24): 5321–5327. doi:10.1021/bi00695a016. ISSN 0006-2960. PMID 52.
21. ↑  Shorrocks, Anthony F. (September 1995). “Revisiting the Sen Poverty Index”. 《Econometrica》 63 (5): 1225–1230. doi:10.2307/2171728. JSTOR 2171728.
22. ↑  “On Line Calculator: Inequality”. 《Poorcity.richcity.org》. 2018년 9월 8일에 확인함.
23. ↑  ISO/IEC DIS 2382-16:1996 (Information theory)
24. ↑  pp. 35, chapter 2.11 in Amartya Sen and James E. Foster: On Economic Inequality, Oxford University Press, 1996 (Python script 보관됨 2011-07-19 - 웨이백 머신 for a selection of formulas in the book).
25. ↑  Novotny, J. (2007). “On the measurement of regional inequality: Does spatial dimension of income inequality matter?” (PDF). 《Annals of Regional Science》. 41, 3 (3): 563–80. doi:10.1007/s00168-007-0113-y. S2CID 51753883.
26. ↑  “Table F-1. Income Limits for Each Fifth and Top 5 Percent of Families (All Races): 1947 to 2010”. 《Current Population Survey, Annual Social and Economic Supplements》. United States Census Bureau. 2012년 1월 24일에 확인함. median computed as the geometric mean of the 20th and 40th percentiles
27. ↑  Piketty, Thomas; Saez, Emmanuel, 〈Income Inequality in the United States, 1913–2002〉,   Atkinson, A. B.; Piketty, Thomas, 《Top incomes over the twentieth century : a contrast between continental European and English-speaking countries》, 2012년 2월 8일에 확인함
28. ↑  Saez, E. & Piketty, T. (2003). "Income inequality in the United States: 1913–1998". Quarterly Journal of Economics, 118(1), 1–39.
29. ↑  “Saez, E. (October, 2007). Table A1: Top fractiles income shares (excluding capital gains) in the U.S., 1913–2005”. 《Elsa.berkeley.edu》. 2008년 1월 17일에 확인함.
30. ↑  "Striking it Richer: The Evolution of Top Incomes in the United States", updated August 2009, Emmanuel Saez, summary of work for the broader public.
31. ↑  Charles., Blackorby (1999). 《Income inequality measurement: the normative approach》. [s.n.] OCLC 848679839.
32. ↑  Maria., Giorgi, Giovanni (1999). 《Income inequality measurement: the statistical approach》. [s.n.] OCLC 848679881.
33. ↑  James E. Foster & Amartya Sen, 1997, On Economic Inequality, expanded edition with a substantial annexe, ISBN 0-19-828193-5. For computing the welfare function, Sen gave an example using the Gini coefficient whereas Foster used an entropy measure. The Theil index is such an entropy measure.
34. ↑  “Inequality and Growth in a Panel of Countries” (PDF). 《Scholar.harvard.edu》. 2018년 9월 8일에 확인함.
35. ↑  “Goal 10 targets”. 《UNDP》 (영어). 2020년 11월 27일에 원본 문서에서 보존된 문서. 2020년 9월 23일에 확인함.
36. ↑  Mo, Pak Hung (2000). “Income Inequality and Economic Growth”. 《International Review for Social Sciences》 53 (3): 293–315. doi:10.1111/1467-6435.00122.
37. ↑  “Inequality, Growth and Poverty in the Era of Liberalization and Globalization”. 《UNU-WIDER》. 2015년 8월 18일. 2019년 5월 25일에 확인함.
38. ↑  “UNU-WIDER : Publications” (PDF). 《UNU-WIDER》. 2020년 7월 14일에 원본 문서 (PDF)에서 보존된 문서. 2018년 9월 8일에 확인함.
39. ↑  Aiyar, Shekhar; Ebeke, Christian (December 2020). “Inequality of opportunity, inequality of income and economic growth”. 《World Development》 136: 105115. doi:10.1016/j.worlddev.2020.105115. ISSN 0305-750X. S2CID 224891145.
40. ↑  Wolfgang Kitterer: Mehr Wachstum durch Umverteilung? 보관됨 2007-09-27 - 웨이백 머신 (More Growth through Redistribution?), 2006

## 문헌
- A.B. Atkinson and F. Bourguignon, ed. (2000). Handbook of Income Distribution, v. 1. Elsevier.table of contents
- _____," International Encyclopedia of the Social & Behavioral Sciences (2001), pp. 7265–7271. Abstract.
- Yoram Amiel (Author), Frank A. Cowell: Thinking about Inequality: Personal Judgment and Income Distributions, 2000
- Philip B. Coulter: Measuring Inequality, 1989